# Pterophorus flaveodactylus
Pterophorus flaveodactylus is een vlinder uit de familie vedermotten (Pterophoridae). De wetenschappelijke naam van de soort is voor het eerst geldig gepubliceerd in 1840 door Amary.